# Hubert Hutsebaut
Hubert Hutsebaut, né le 24 juin 1947 à Lendelede, est un coureur cycliste belge, professionnel de 1968 à 1972. Il a remporté une étape du Tour d'Espagne 1971 et le Grand Prix E3 en 1972 devant Eddy Merckx.

## Palmarès
- 1969
  - 2e du Circuit du Houtland-Torhout
  - 10e de Paris-Luxembourg
- 1971
  - 4e étape du Tour d'Espagne
  - Circuit de la région linière
- 1972
  - Grand Prix E3
  - Circuit des onze villes

## Résultats sur les grands tours

### Tour d'Espagne
2 participations 
- 1971 : hors délais (12e étape), vainqueur de la 4e étape
- 1972 : hors délais (8e étape)